# Ezra Cornell

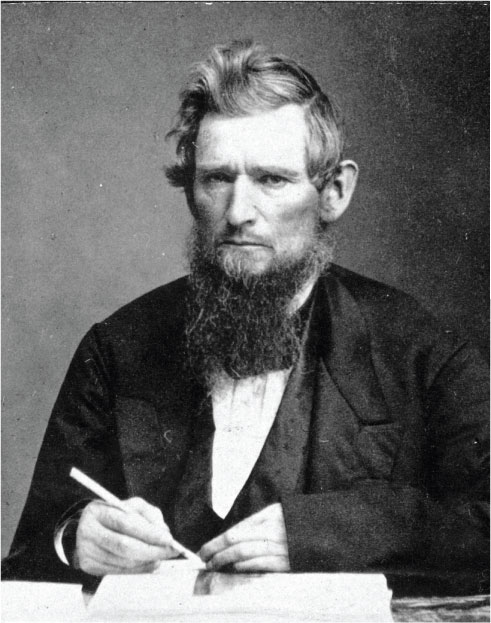
Ezra Cornell.

Ezra Cornell, född 11 januari 1807 i Bronx, New York, död 9 december 1874 i Ithaca, New York, var en amerikansk industriman. Han var far till Alonzo B. Cornell.
Cornell tjänade en stor förmögenhet vid anläggandet av de amerikanska telegraflinjerna. Genom stora donationer grundade han Cornell University tillsammans med Andrew Dickson White.